# Karin Müller (Staatssekretärin)
Karin Müller (* 25. Mai 1961 in Bad Orb) ist eine deutsche politische Beamtin (CDU). Seit Januar 2024 ist sie Staatssekretärin beim Hessischen Minister für Bundes- und Europaangelegenheiten, Internationales und Entbürokratisierung in der Hessischen Staatskanzlei.

## Leben
1983 schloss Müller ihre Ausbildung zur Diplom-Verwaltungswirtin ab. Ihre berufliche Laufbahn war ab 2006 eng mit der des späteren hessischen Ministerpräsidenten Boris Rhein verbunden: Sie leitete von 2006 bis 2009 Rheins Büro in seiner Funktion als Dezernent für Recht, Wirtschaft und Personal der Stadt Frankfurt am Main. Als Rhein 2009 Staatssekretär im hessischen Innenministerium wurde, wurde Müller Leiterin des Grundsatzreferats im dortigen Ministerbüro. Als Rhein 2010 zum hessischen Innenminister ernannt wurde, wurde sie erneut seine Büroleiterin und blieb dies bis 2014. Von 2014 bis 2018 war sie Rheins Büroleiterin während dessen Amtszeit als hessischer Minister für Wissenschaft und Kunst. Von 2018 bis 2020 war sie Leiterin der Zentralabteilung und der Stabsstelle Vietnamesisch-Deutsche Universität im Hessischen Ministerium für Wissenschaft und Kunst. Von 2020 bis zu ihrer Ernennung zur Staatssekretärin 2024 war sie Leiterin des Ordnungsamtes der Stadt Frankfurt am Main.
Seit dem 18. Januar 2024 ist Müller als Nachfolgerin von Uwe Becker Staatssekretärin beim Hessischen Minister für Bundes- und Europaangelegenheiten, Internationales und Entbürokratisierung in der Hessischen Staatskanzlei.